# Konsekracyjne monety

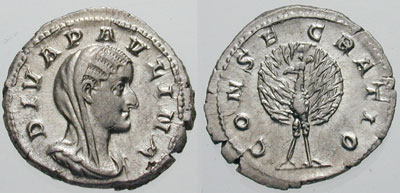
Moneta konsekracyjna (antoninian) Maksymina Traka wybita ku czci Cecylii Pauliny

Konsekracyjne monety (od łac. cōnsĕcrātĭō – święcenie, poświęcenie) – w starożytnym Rzymie monety emitowane pośmiertnie dla upamiętnienia deifikacji cesarza lub członka jego rodziny.
Były to monety o różnych nominałach wybijane specjalnie dla podkreślenia i propagowania ubóstwienia (apoteozy) zmarłego cesarza bądź członka rodu panującego. Wyróżniały się charakterystycznymi przedstawieniami rewersowymi oraz inskrypcjami awersu i rewersu. Zwyczajowo wokół podobizny cesarza na awersie umieszczano określenie Divus (Augustus) (niekiedy Divo), a dla jego małżonki Diva (Augusta). Ponadto postać deifikowaną (zwłaszcza kobiecą) ukazywano z głową tradycyjnie okrytą welonem (capite velato).

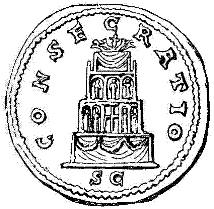
Sesterc konsekracyjny ku czci Marka Aureliusza

Bardziej jeszcze zróżnicowane były wyobrażenia rewersowe, zwykle opatrzone napisem Consecratio: w przypadku cesarza –  czteropoziomowy stos pogrzebowy z umieszczoną na szczycie postacią zmarłego lub wzlatującym orłem (w późniejszych czasach zastąpiony płonącym ołtarzem ofiarnym) albo sam orzeł (stojący bądź ulatujący jako symbol duszy wznoszącej się ku bogom), niekiedy unoszący zmarłego. Nawiązywały one do ceremonii konsekracyjnej, jaka odbywała się na Polu Marsowym. W przypadku małżonek panującego cesarza (niekoniecznie cesarzowych z tytułem augusty) oraz  męskich potomków jego rodu umieszczano zazwyczaj wyobrażenie pawia (stojącego wprost lub ulatującego, niekiedy z unoszoną postacią zmarłego).
Na rewersie spotykane są też inne przedstawienia łączone z apoteozą danej postaci: świątynia, wóz pogrzebowy – carpentum (w przypadku kobiet), kwadryga lub platforma z posągiem ubóstwionego ciągnięta przez lwy lub słonie. Do konsekracyjnych zaliczane są również niektóre monety z legendą Aeternitas, przedstawiające uosobienie Wieczności z towarzyszącą postacią zmarłego.        
Motywy konsekracyjne umieszczano zwłaszcza na nominałach najczęstszych w obiegu (denary, sestercjusze), rzadziej na złotych aureusach. Monety takie emitowano do czasów tetrarchii; nie występują już one w epoce Konstantyna Wielkiego i jego następców po przyjęciu chrześcijaństwa. Nie należy ich mylić z pośmiertnymi monetami restytucyjnymi czy komemoratywnymi, noszącymi wprawdzie wizerunek i imiona danego cesarza, lecz bitymi przez następców znacznie później po jego śmierci.

## Zobacz też

Przykłady rewersów monet konsekracyjnych
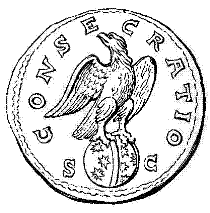
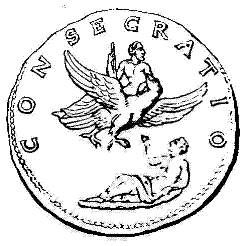
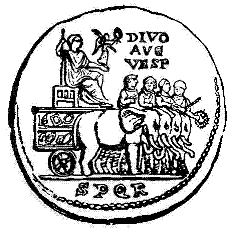
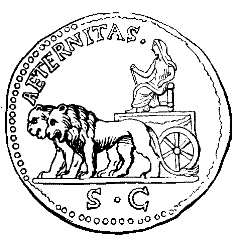
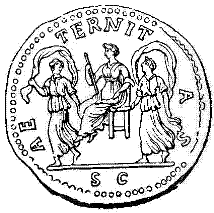